# Schule Altenhain (Taunus)
Die Schule Altenhain ist eine Grundschule in Altenhain. Sie wurde 1775 gegründet.

## Geschichte

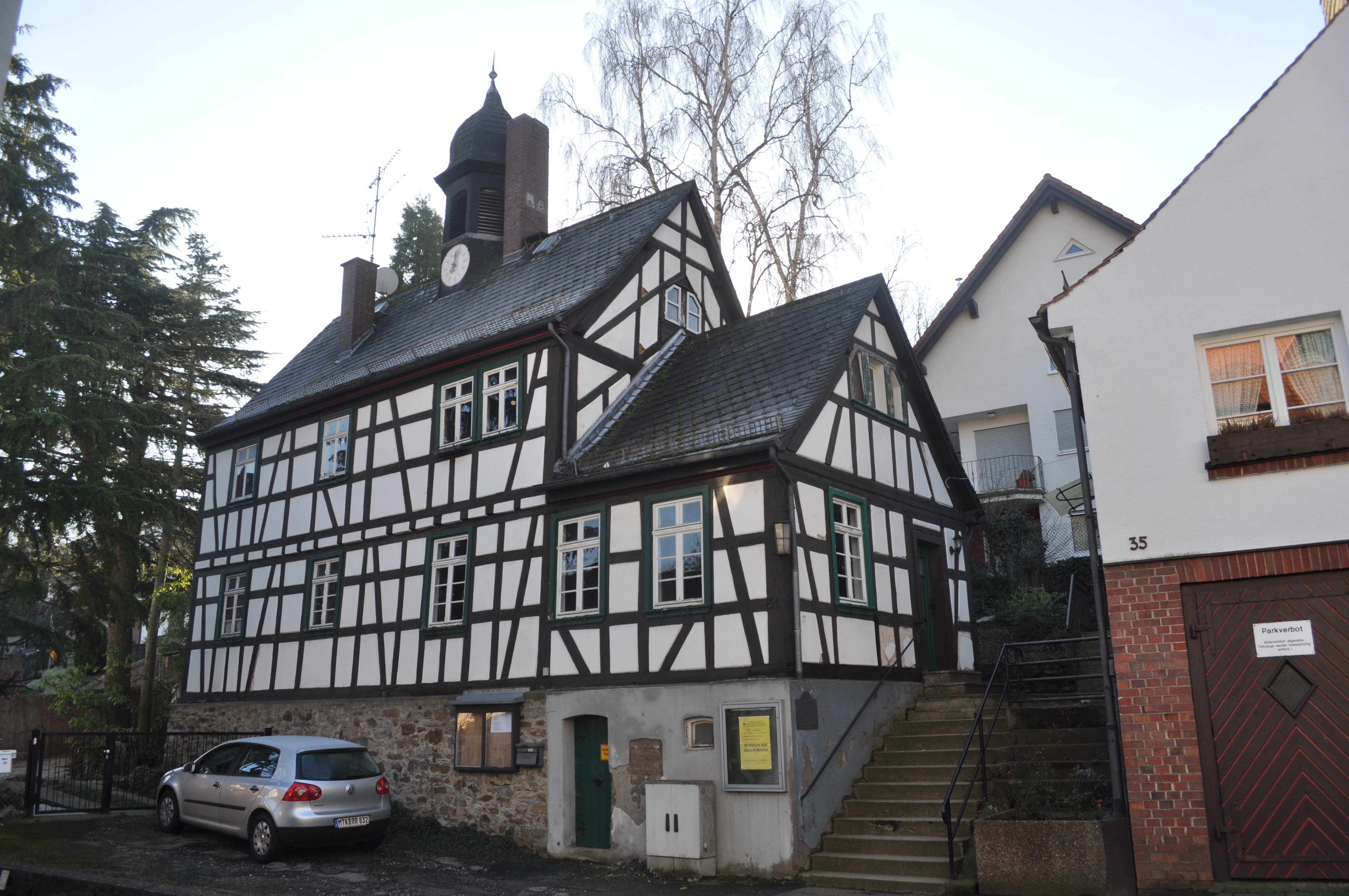
Das Alte Rathaus, Schulgebäude ab 1775

### Vorgeschichte
Die Kinder von Altenhain besuchten ursprünglich die 1592 erstmals erwähnte Schule von Neuenhain. Der Schulbesuch beschränkte sich der Zeit gemäß auf die Wintermonate. 1616 wurde in Neuenhain zusätzlich ein Diakon, Andreas Textor, eingestellt, der auch als Schulmeister wirkte. Das 1609 erbaute heutige Bierbrauerische Haus wurde als Schulhaus erworben und bis 1626 genutzt.
Für die Zeit des Dreißigjährigen Krieges ist keine Schulgeschichte überliefert. Mit dem Bergsträßer Rezess kommt Altenhain 1650 zu Kurmainz. Lehrer in Neuenhain von ca. 1660 bis 1670 ist Joseph Gottschalk, dem sein Sohn nachfolgt. 1792 wird Johann Schmitt Lehrer in Neuenhain.
1758 erließ Johann Friedrich Karl von Ostein die Schulverordnung des Kurstaates. Sein Nachfolger, Emmerich Joseph von Breidbach zu Bürresheim gründete 1771 die Schullehrer-Akademie in Mainz.

### Gründung und Kurmainzer Schule
1775 gründeten der Altenhainer Pfarrer Sallner und der Schultheiß Johann Peter Gottschalk die (katholische) Altenhainer Schule. Erster Lehrer wurde Wilhelm Reinhard, der mit 6 Malter Korn, 7 Gulden aus der Gemeindekasse und 20 Kreuzer je Schulkind und freiem Brennholz besoldet wurde. Die Aufsicht über die Schule übte der Neuenhainer Pfarrer aus. 1797 schied Wilhelm Reinhard aus und Peter Henninger war von 1797 bis 1803 Lehrer.

### Nassauische Simultanschule
1803 fiel Altenhain mit dem Reichsdeputationshauptschluss an Nassau-Usingen und ab 1806 an das Herzogtum Nassau. 1817 wurde dort die Simultanschule eingeführt, also die gemeinsame Schule für alle Konfessionen. Das Lehrergehalt betrug nun 150 Gulden. 1803 war Nikolaus Gottschalk Lehrer in Altenhain geworden. Seine Nachfolger wurden Jakob Gottschalk (1817–1818) und Johann Schmidt (1818–1820).
1820 wurde durch die herzoglich nassauische Regierung angewiesen, dass Schulen eine Schulchronik zu führen hätten. Dadurch ist die weitere Entwicklung besser dokumentiert. Johann Künstler, der sechste Lehrer der Schule verdiente in seiner Amtszeit 1820 bis 1822 jährlich 218 Gulden. Sein Nachfolger, Chr. Deisner hatte eine Ausbildung am Lehrerseminar in Idstein erhalten und war neben seiner Lehrertätigkeit auch als Organist, Küster und Glöckner angestellt.
Adam Schuth, der von 1825 bis 1829 Lehrer war unterrichtete 1825 67 Schüler. Gemeinsam mit Schultheiß Konrad Schauer legte er auf Anweisung der Schulbehörde eine Baumschule an. Die Schüler pflegten die 300 Setzlinge und die Schule erzielte Zusatzeinnahmen. Die nächsten Lehrer waren Leonhard Röther (1829–1832) und Balhasar Embach (1832–1836). 1836 bis 1845 unterrichtete Philipp Gottschalk. Er führte ab 1839 eine Abendschule zur Fortbildung schulentlassener Kinder ein. Sein Nachfolger, Joseph Staat (1845–1849) erhielt 1848 ein Gehalt von 222 Gulden. Auch wenn die Schule eine Simultanschule war, die allen Konfessionen offenstand, waren alle 68 Schulkinder Katholiken. Sein Nachfolger, ein Herr Kraus war 1849 nur wenige Monate im Amt, bevor er wegen „Irreligiosität“ entlassen wurde. 1849 bis 1853 wirkte Georg Hölper, 1853 bis 1858 Adam Gauschemann als Lehrer. Gauschemann veröffentlichte zwischen 1855 und 1857 mehrere Beiträge im Nassauischen Schulblatt.
Jakob Stimbert (1858–1860) und Johann Schmidt (1860–1867) waren die letzten Lehrer der nassauischen Zeit.
1827 wurde zusätzlich eine Industrieschule eingerichtet. Hier unterrichtete im Winterhalbjahr eine Lehrerin. Mit der Märzrevolution wurde dieser Unterricht auf Beschluss des Gemeinderates eingestellt, aber nach dem Sieg der Reaktion 1853 wieder eingeführt. Die Lehrerin Dorothea Bode wurde hierfür mit 9 Gulden entlohnt.

### Preußische Volksschule
1867 tritt Johann Frankenbach die Lehrerstelle in Altenhain an und unterrichtet 78 Schüler. Sein Gehalt beträgt 228 preußische Taler und 17 Silbergroschen. Zu seinem Abschied 1881 war es auf 300 Taler gestiegen. Nachfolger wurden Joseph Ax (1881–1889) und Jakob Fleith (1892–1918).
Bis Ende 1896 war die Altenhainer Schule im Rathaus in der Langgasse (heute: Langstraße) untergebracht. 1895/96 wurde das neue Schulhaus gebaut. Es umfasste neben den Schulräumen eine geräumige Lehrerwohnung, einen Spielplatz und den Lehrergarten.
Ab 1914 wurde der Unterricht wegen der hohen Schülerzahl von 88 Kindern zur Hälfte vormittags und zur Hälfte nachmittags erteilt.

### In der Weimarer Republik
Nachdem Jakob Fleith an der spanischen Grippe verstorben war, übernahm Paul Buchaly (1919–1922) die Lehrerstelle. Die Größe der Schülerzahl erforderte 1920 die Einstellung eines zweiten Lehrers. Der Schulamtsanwärter Hermann Schnell unterrichtete im alten Schulhaus. 1923 wird Schnell versetzt. Diese Versetzung löst einen Schulstreik aus, der ein halbes Jahr dauert. Der Unterricht von Schnells Nachfolger Reitz wird lediglich von einem einzigen Kind besucht. Nach einem halben Jahr lenkt die Regierung ein und Reitz wird durch den Lehrer Junggeburth ersetzt, der 1924 bis 1933 in Altenhain lehrt.

### Zeit des Nationalsozialismus
Die Gleichschaltung 1933 machte auch vor Dorfschulen nicht halt. Der neue Lehrer, Leo Priske (1933–1938) war überzeugter Nationalsozialist, was in der katholischen Gemeinde zu Konflikten führte. Nach dem Verbot des Religionsunterrichtes durch die Nationalsozialisten 1937 wurden von den Pfarrern „Pfarrstunden“ angeboten, um die Lücke zu schließen. 1938 bis 1955 war mit Alois Bug wieder ein unpolitischer Lehrer in Altenhain eingesetzt.

### Von der Volksschule zur Grundschule

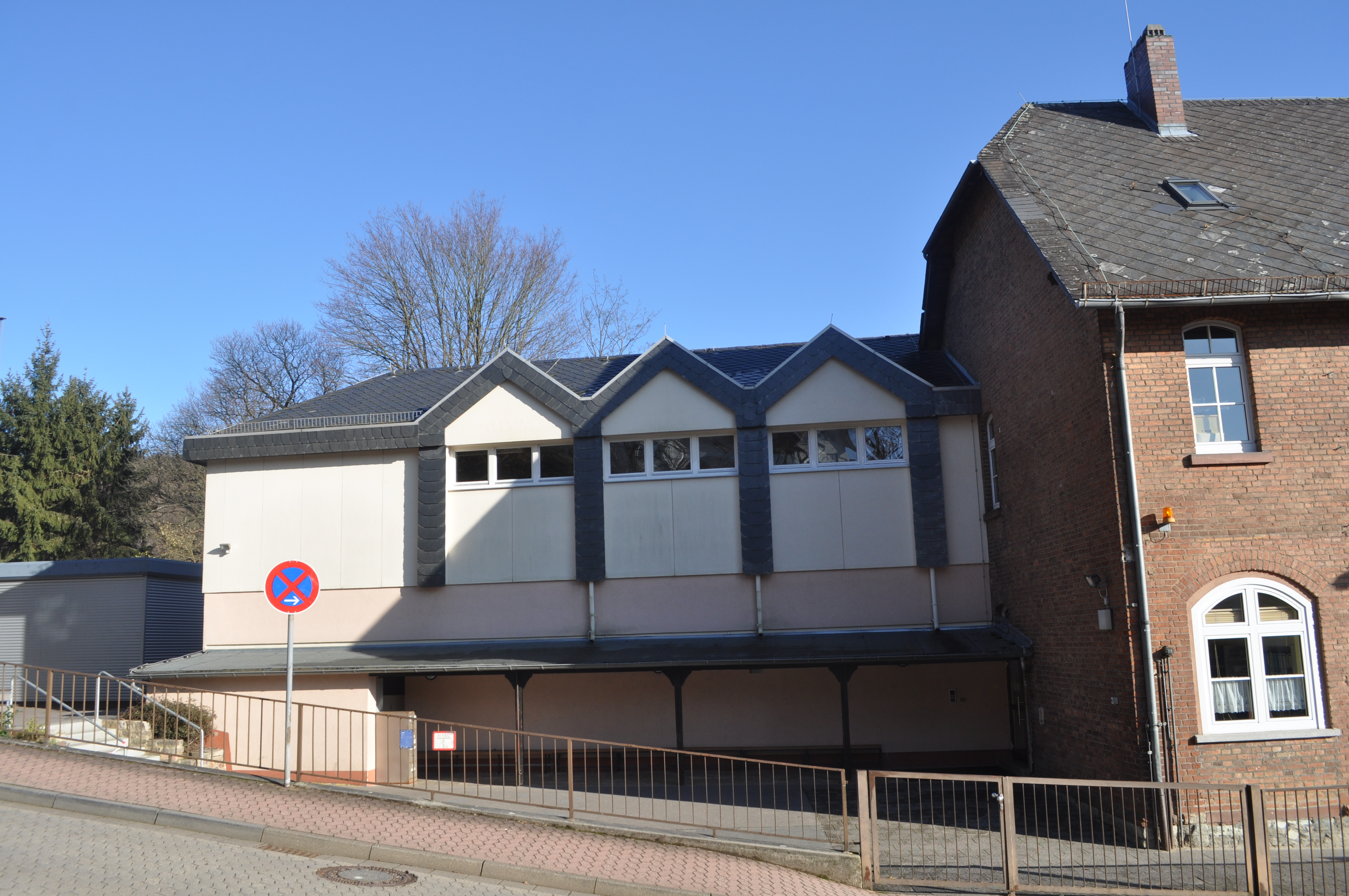
Anbau

Um Platz für einen besseren zweiten Unterrichtsraum zu schaffen, wird in den Jahren 1954 und 1955 ein Anbau an die Schule gebaut. Grundsteinlegung war am 17. Oktober 1954. Der Anbau, der vom Architekten Ferdinand Wagner geplant wurde, kostete 50.000 DM (in heutiger Kaufkraft 154.861 Euro). 6.000 Mark zahlte der Kreis, 19.000 Mark das Land und 25.000 DM wurden von der Gemeinde aufgebracht.
Mai 1955 wurde der Kinderchor ins Leben gerufen. 1957 werden erstmals Elternbeiräte in der Schule gewählt. April 1964 erfolgt eine gravierende Änderung. Die 7. und 8. Klassen der Volksschule werden abgeschafft. Die Kinder besuchen nun ab der 7. Klasse die Schule in Neuenhain. Seit dem Schuljahr 1967/68 ist die Schule eine reine Grundschule. Der Unterricht in der 5. und 6. Klasse wird nun von der Pestalozzi-Schule in Kelkheim durchgeführt. Ein Schulbus wird eingerichtet, der die Kinder dorthin bringt.

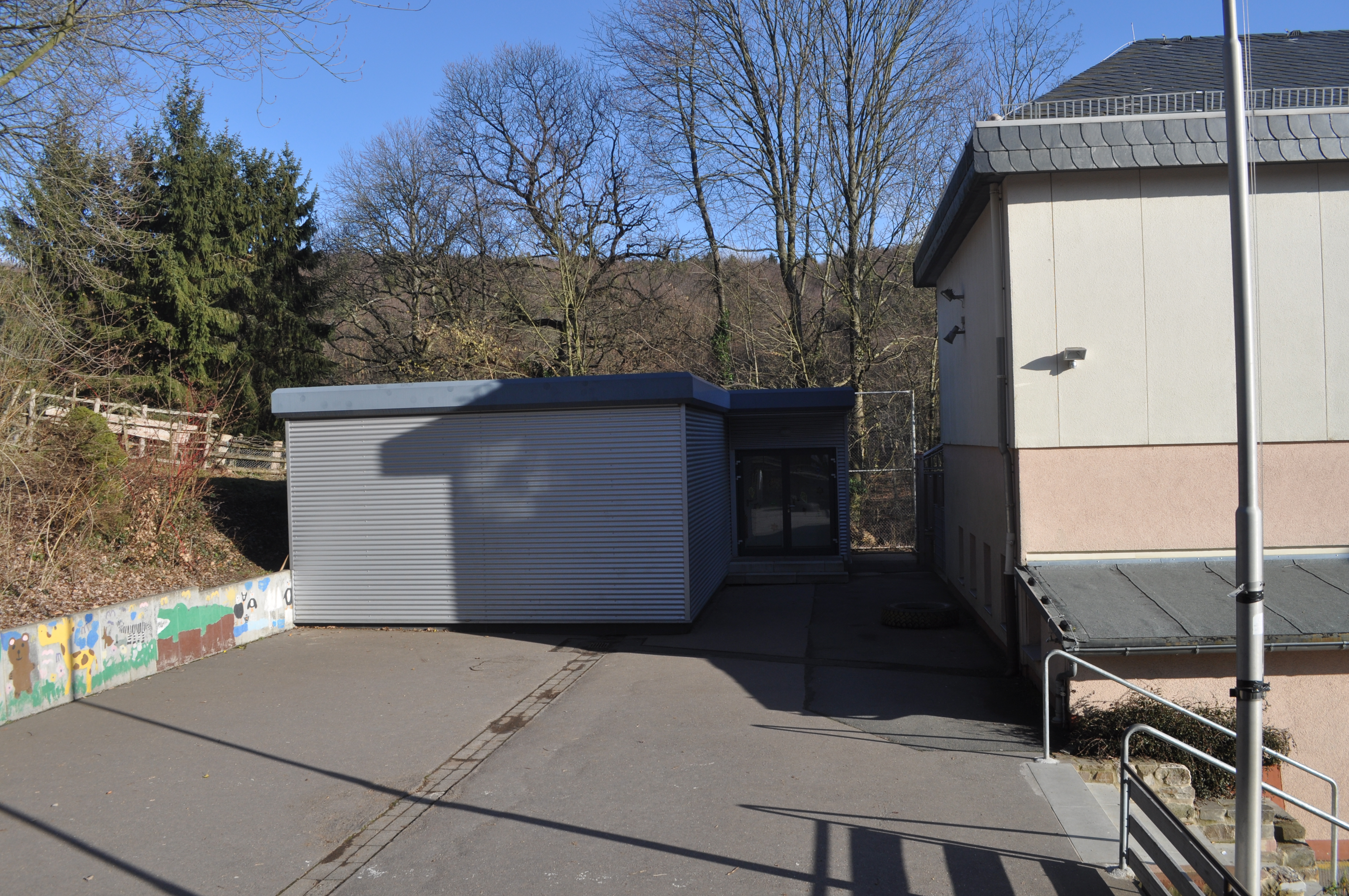
Neuer Pavillon

1972 wird ein Pavillon errichtet, der weiteren zwei Schulräumen Raum gibt. Nun stehen für jede der vier Altersstufen je ein Klassenraum zur Verfügung.
Aufgrund der geringen Größe der Schule war 1973 vorgesehen, die Schule zu schließen und die Schüler in Neuenhain zu unterrichten. Nach massiven Elternprotesten wurden diese Pläne nicht umgesetzt.
In den 1980ern wird der 1972 erbaute, abseits der Schule liegende Pavillon abgerissen, und dafür ein neuer direkt am Schulgebäude errichtet.

## Schülerentwicklung
| Jahr | Schülerzahl |
| ---- | ----------- |
| 1828 | 67          |
| 1848 | 70          |
| 1890 | 79          |
| 1920 | 77          |
| 1954 | 82          |
| 1965 | 59          |
| 1971 | 92          |
| 1975 | 117         |